# Periclimenaeus jeancharcoti
Periclimenaeus jeancharcoti är en kräftdjursart som beskrevs av Bruce 1991. Periclimenaeus jeancharcoti ingår i släktet Periclimenaeus och familjen Palaemonidae. Inga underarter finns listade i Catalogue of Life.